# Désert et de Font-Réault

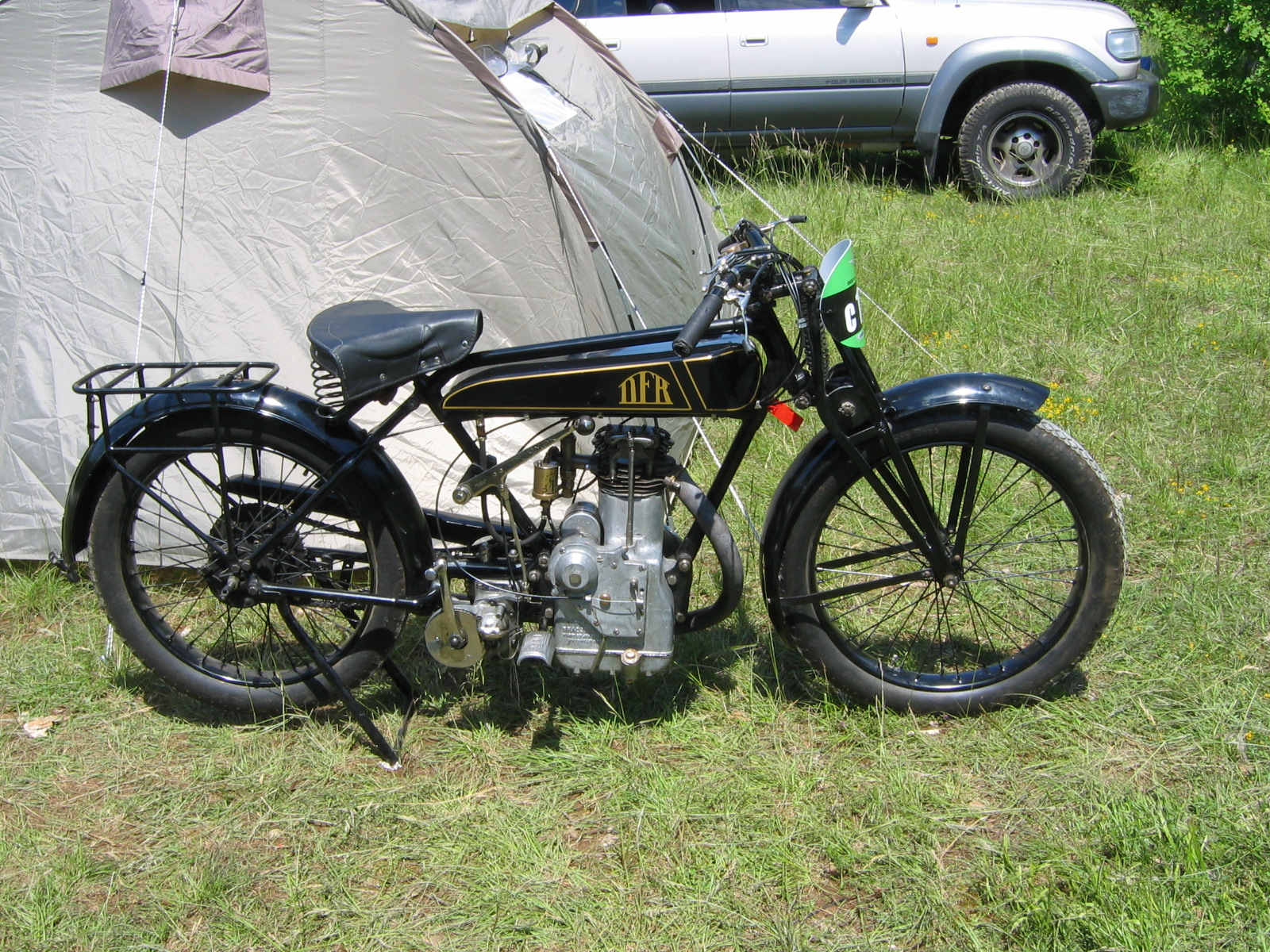
DFR-Motorrad von etwa 1924

Désert et de Font-Réault war ein französischer Hersteller von Motorrädern und Automobilen.

## Unternehmensgeschichte
Das Unternehmen aus Neuilly-sur-Seine produzierte seit 1921 Motorräder. 1924 kam der Automobilbau dazu. Der Markenname lautete DFR. 1930 endete die Produktion, als das Unternehmen von Dresch übernommen wurde.

## Fahrzeuge
Die Motorräder waren anfangs mit Einbaumotoren von Train ausgestattet. Daneben wurden ein Jahr lang Cyclecars angeboten. Dabei handelte es sich um die Modelle 3 CV und 6 CV.